# Quo vadis (serial telewizyjny)
Quo Vadis – polski, sześcioodcinkowy miniserial z 2002 roku, będący telewizyjną wersją filmu z 2001 roku, zrealizowanego na podstawie powieści Henryka Sienkiewicza.

## Obsada
- Paweł Deląg – Marek Winicjusz
- Magdalena Mielcarz – Ligia
- Bogusław Linda – Petroniusz
- Michał Bajor – Neron
- Jerzy Trela – Chilon Chilonides
- Danuta Stenka – Pomponia Grecyna
- Franciszek Pieczka – Święty Piotr Apostoł
- Krzysztof Majchrzak – Ofoniusz Tygellinus
- Rafał Kubacki – Ursus
- Małgorzata Pieczyńska – Akte
- Agnieszka Wagner – Poppea Sabina
- Małgorzata Foremniak – Chryzotemis
- Andrzej Tomecki – Glaukus
- Marta Piechowiak – Eunice
- Jerzy Nowak – Kryspus
- Zbigniew Waleryś – Paweł z Tarsu
- Piotr Garlicki – Plaucjusz
- Jerzy Rogalski – Sporus, właściciel winiarni
- Andrzej Pieczyński – chrześcijanin fossor
- Piotr Mostafa – Pitagoras
- Jerzy Słonka – senator Witeliusz
- Wojciech Olszański – Faon

Gościnnie
- Jerzy Dukay – stróż cyrku
- Andrzej Grąziewicz – chrześcijanin proszący św. Piotra o opuszczenie Rzymu
- Jan Jeruzal – mężczyzna